# Sveti Urban, Koroška
Sveti Urban (nemško St. Urban) je naselje v Občini Sveti Urban v Okraju Trg na Koroškem v Avstriji.